# Allocosa comotti
Allocosa comotti este o specie de păianjeni din genul Allocosa, familia Lycosidae. A fost descrisă pentru prima dată de Thorell, 1887.
Este endemică în Myanmar. Conform Catalogue of Life specia Allocosa comotti nu are subspecii cunoscute.